# Open di Francia 2021 - Doppio femminile in carrozzina
Diede de Groot e Aniek van Koot erano le detentrici del titolo da due anni e lo hanno difeso per la quarta volta consecutiva, superando in finale Yui Kamiji e Jordanne Whiley con il punteggio di 6-3, 6-4.

## Teste di serie
1.    Diede de Groot /  Aniek van Koot (campionesse)
  2.    Yui Kamiji /  Jordanne Whiley (finale)

## Tabellone

### Legenda
| - Q = Qualificato - WC = Wild card - LL = Lucky loser | - ALT = Alternate - SE = Special Exempt - PR = Protected Ranking | - w/o = Walkover - r = Ritirato - d = Squalificato |

|  | Semifinali | Semifinali                        | Semifinali                        | Semifinali | Semifinali |  |  | Finale | Finale                        | Finale                        | Finale | Finale |  |
|  |            |                                   |                                   |            |            |  |  |        |                               |                               |        |        |  |
|  | 1          | Diede de Groot Aniek van Koot     | Diede de Groot Aniek van Koot     | 6          | 6          |  |  |        |                               |                               |        |        |  |
|  |            | Dana Mathewson Kgothatso Montjane | Dana Mathewson Kgothatso Montjane | 4          | 3          |  |  | 1      | Diede de Groot Aniek van Koot | Diede de Groot Aniek van Koot | 6      | 6      |  |
|  |            | Angélica Bernal Emmanuelle Mörch  | Angélica Bernal Emmanuelle Mörch  | 0          | 3          |  |  | 2      | Yui Kamiji Jordanne Whiley    | Yui Kamiji Jordanne Whiley    | 3      | 4      |  |
|  | 2          | Yui Kamiji Jordanne Whiley        | Yui Kamiji Jordanne Whiley        | 6          | 6          |  |  |        |                               |                               |        |        |  |